# Hydrotaea mai
Hydrotaea mai este o specie de muște din genul Hydrotaea, familia Muscidae, descrisă de Fan în anul 1965. Conform Catalogue of Life specia Hydrotaea mai nu are subspecii cunoscute.